# 11-та армія (Російська імперія)
11-та армія (11 А, рос. 11-я армия, рос. Осадная армия) — загальновійськове оперативне об'єднання під час Першої світової війни.

## Склад
Польове управління утворено у вересні 1914 року, для управління Облогової армії, яка була створена для облоги Перемишля. Після захоплення міста, до кінця жовтня 1914 року Облогова армія, перетворена в 11-ту армію. На кінець 1917 року штаб армії розташовувався в Проскурові. Ліквідований на початку 1918 року.
- Польове управління (штаб)
- Частини армійського підпорядкування

На кінець 1917 року армія мала у своєму складі:
- XXXII армійський корпус
- V Сибірський армійський корпус
- V армійський корпус
- XXV армійський корпус
- VI армійський корпус
- Гвардійський кавалерійський корпус

## У складі
- Південно-Західного фронту.

## Командувачі
- 21.10.1914 — 5.04.1915 генерал від інфантерії Селіванов Андрій Миколайович;
- 5.04.1915 — 19.10.1915 генерал від інфантерії Щербачов Дмитро Григорович;
- 25.10.1915 — жовтень 1916 генерал від кавалерії Сахаров Володимир Вікторович;
- жовтень 1916 — 20.12.1916 генерал від інфантерії Клембовський Владислав Наполеонович;
- 20.12.1916 — 5.04.1917 генерал від інфантерії Баланін Дмитро Васильович;
- 15.04.1917 — 21.05.1917 генерал-лейтенант Гутор Олексій Євгенович;
- 22.05.1917 — 4.06.1917 генерал від інфантерії Федотов Іван Іванович;
- 4.06.1917 — 9.07.1917 генерал від кавалерії Ерделі Іван Георгійович;
- 9.07.1917 — 19.07.1917 генерал від інфантерії Балуєв Петро Семенович;
- 19.07.1917 — 29.08.1917 в.о., генерал-лейтенант Рерберг Федір Сергійович;
- 9.09.1917 — 1.12.1917 генерал-лейтенант Промтов Михайло Миколайович
- 12.12.1917 — 03.1918 генерал-лейтенант Токаревський Володимир Костянтинович.